# Rafael Suvanto
Rafael Suvanto född 28 juni 1909 i Åbo, död 9 mars 1940 i Kärstilänjärvi, var en finländsk astronom.
Han stupade vid fronten under finska vinterkriget.
Minor Planet Center listar honom som upptäckare av en asteroid.
Asteroiden 1927 Suvanto, som han själv upptäckte, är uppkallad efter honom.

## Asteroider upptäckta av R Suvanto
| 1927 Suvanto | 18 mars 1936 |